# 唐房バイパス
唐房バイパス（とうぼうバイパス）は、佐賀県唐津市を通る国道204号のバイパスである。

## 概要
唐津市佐志浜町から唐津市鳩川に至る。
国道204号と佐賀県道23号唐津呼子線の交点である唐房入口交差点は複雑な構造をした交差点のうえ、さらに国道204号の唐房地区においては狭隘区間があり、唐房入口交差点の渋滞緩和と唐房地区の狭隘区間の解消を目的としたバイパスである。唐津市中心部からの呼子町行きの路線バスも国道204号を通行しており、呼子町や東松浦郡玄海町など東松浦半島方面へのアクセス向上が期待される全長約2 kmの道路。唐房トンネルは廃線となった旧国鉄呼子線のトンネルを取り壊し、拡幅している。唐津の海を愛したフランス人ダイバー、ジャック・マイヨールの自伝映画「グラン・ブルー」にちなんで波戸岬までの20 kmの道の愛称を「ルート・グランブルー」と佐賀県が名付け広く県外へ発信していく。

### 路線データ
- 起点：唐津市佐志浜町（佐志浜町交差点、国道204号交点）
- 終点：唐津市鳩川（国道204号交点）
- 総延長：1.9 km[1][2]

## 歴史
- 1980年（昭和55年） - 旧国鉄呼子線の唐房トンネルの工事が中止[4]。
- 2005年（平成17年） - 事業化[3][4]。
- 2020年（令和2年）8月29日 - 唐房トンネルの工事に着手[4]。
- 2021年（令和3年）12月19日 - 唐房トンネルが貫通[3]。
- 2023年（令和5年）
  - 2月2日 - のり面の一部で崩落や亀裂が確認され、2023年（令和5年）3月末の開通を予定していたが、開通時期が延期となった[5]。
  - 11月12日 - 開通[6]。

## 路線状況

### 通称
- ルート・グランブルー

### 道路施設

#### トンネル
- 唐房トンネル：延長487 m[3][4][7]、2022年（令和4年）竣工、唐津市

## 地理

### 通過する自治体
- 佐賀県
  - 唐津市

### 交差する道路
| 交差する道路             | 交差する場所 | 交差する場所          |
| ------------------------ | ------------ | --------------------- |
| 国道204号 唐津市街地方面 |              |                       |
| 国道204号                | 佐志浜町     | 佐志浜町交差点 / 起点 |
| 佐賀県道23号唐津呼子線   | 浦           | [ 注釈 1 ]            |
| 国道204号                | 鳩川         | 終点                  |
| 国道204号 唐津市呼子方面 |              |                       |

### 沿線
- 唐津市立佐志小学校（起点付近）